# Conseil chrétien de Chine

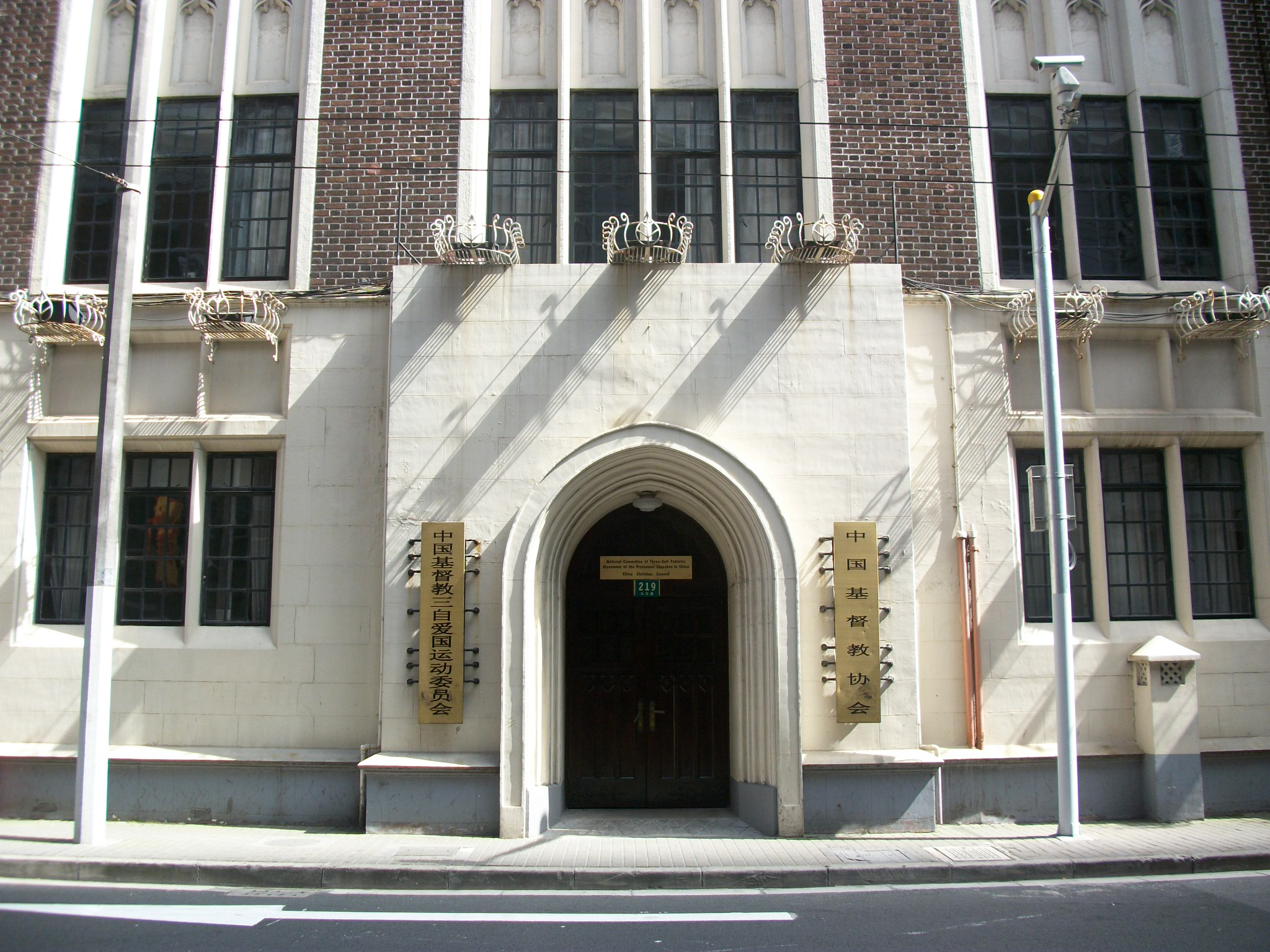
Bureaux du CCC et du Mouvement patriotique des trois autonomies sur Jiujiang Road, à Shanghai.

Le Conseil chrétien de Chine (CCC ;  chinois : 中国基督教协会 ; pinyin : Zhōngguó Jīdūjiào Xiéhuì) a été fondé en 1980 pour être l'organisation faîtière de toutes les églises protestantes de la République populaire de Chine avec comme président l'évêque K. H. Ting (en). Le CCC forme depuis lors avec le Mouvement patriotique des trois autonomies une organisation connue sous le nom de lianghui (两会), ou "deux organisations". 
Avec ses 26 millions de membres, c'est l'une des plus grandes organisations protestantes au monde. Le CCC ne réunit toutefois que les églises protestantes officielles. La majorité des protestants chinois relèvent de multiples églises dissidentes, parfois désignées sous le nom d' églises de maison même si elles peuvent parfois être importantes, qui représentent au total de l'ordre de 35 millions de chrétiens.

## Historique
Au printemps 1979, les églises chinoises ont repris vie après la fin de la révolution culturelle. Afin de relancer l'église, le Conseil chrétien de Chine a été fondé lors de la troisième conférence chrétienne nationale en 1980, afin de s'unir et de fournir des services aux églises de Chine, en formulant l'ordre de l'église et en encourageant l'éducation théologique. Daniel Bays suggère qu'il y a "un réel désir de développement pastoral et spirituel au sein du CCC, et peut-être un désir de se séparer du rôle politique direct de la TSPM".
Toutefois, une organisation appelée Mouvement patriotique des trois autonomies (MPTA) existait déjà depuis 1954. Elle avait été créée en vue d'accommoder l'existence d'églises protestantes et les exigences du Parti communiste chinois, et plaçait les églises membres sous le contrôle du gouvernement et du Parti communiste chinois. Le CCC forme depuis lors avec le MPTA une organisation connue sous le nom de lianghui (两会), ou "deux organisations". Le CCC sert à unir et à fournir des services aux églises en Chine en formulant une discipline, en encourageant l'éducation théologique par le biais de séminaires et d'écoles bibliques, comme le Nanjing Union Theological Seminary (en), en publiant des Bibles et d'autres documents chrétiens, et en coordonnant des programmes de formation pour les églises.

## État des lieux

### Rôle et organisation du CCC
Le CCC s'occupe de la formation théologique et de la publication de Bibles, de cantiques (principalement le "nouveau recueil d'hymnes chinois") et d'autres ouvrages religieux. A ce titre, il supervise la publication, dans sa version révisée, de la version de l'Union chinoise, imprimée sur les presses de la Fondation Amity à Nankin, qui est à la fois la seule Bible autorisée en République populaire de Chine et la version chinoise de la Bible la plus répandue.
Le CCC encourage l'échange d'informations entre les églises locales en matière d'évangélisation, de travail pastoral et d'administration. Membre du Conseil œcuménique des Églises depuis 1991, il cherche à développer des relations amicales avec les églises à l'étranger.
Le CCC compte plus de 60 000 églises et lieux de rencontre, dont 70 % de construction récente. 70 % des fidèles vivent dans les zones rurales. De 1980 à 2014, 70 millions de Bibles ont été imprimées et distribuées en Chine. Le CCC compte actuellement 22 séminaires théologiques et écoles bibliques et des centaines de centres de formation dans toute la Chine. L'institution supérieur de formation théologique au niveau national, le Nanjing Union Theological Seminary (en), délivre des diplômes de maîtrise de théologie (M.Th. et M.Div).
Le CCC comporte huit commissions (Administration de l'Église, Éducation théologique, Publication de la Bible, Médias de l'Église, Service social, Affaires internationales, Ministère de la femme et de la jeunesse, Ministère de l'Église des minorités rurales et ethniques) et sept départements (Éducation théologique, Médias, Ministère de l'Église domestique, Recherche, Service social, Relations avec l'étranger et Bureau administratif).

### Persécutions
Malgré cela, la répression des églises lancée depuis 2013 n'épargne pas les églises du CCC. Le gouvernement a notamment exigé le retrait des croix visibles de l'extérieur. En outre, depuis 2019, le gouvernement chinois développe une rhétorique, reprise par le président du Comité national du MPTA, Xu Xiaohong, accusant les églises sans distinction d'être manipulées par l'Occident pour subvertir l'indépendance de la Chine. Il a appelé à la poursuite de l'action de l'État contre les chrétiens indépendants, déclarant : "Pour les brebis galeuses qui, sous la bannière du christianisme, participent à la subversion de la sécurité nationale, nous soutenons fermement le pays pour les traduire en justice". En 2019 également, le gouvernement chinois semble avoir manifesté l'intention de faire modifier le texte des éditions chinoises de la Bible, pour y intégrer les valeurs du socialisme et en retirer certains éléments qui ne correspondraient pas à l'évolution des idées modernes, ce qui est bien sûr possible puisque le CCC contrôle la distribution des Bibles en Chine.